# 島田幸典
島田 幸典（しまだ ゆきのり、1972年5月27日 - ）は、日本の政治学者、歌人。京都大学大学院法学研究科教授。専門は比較政治学、比較国制史。

## 経歴
出生から修学期
1972年、山口県で生まれた。1991年、山口県立山口高等学校を卒業。京都大学法学部に進学し、1995年に卒業。その後は同大学法学研究科に進んだ。1998年に博士後期課程を退学。
政治学者として
同1998年、京都大学大学院法学研究科の助手に採用された。2000年に同助教授、2007年に准教授昇格。2003年9月より2年間シェフィールド大学政治学部政治経済学研究所（イギリス）およびウィーン大学法学部法制・国制史研究所（オーストリア）で在学研究。
歌人として
歌人としては、山口県立山口高等学校在学中の1990年より短歌結社「牙」にて石田比呂志に師事。石田死去による「牙」解散後は、2012年より阿木津英とともに「八雁」を創刊。京大在学中には吉川宏志、梅内美華子、林和清らとともに京都大学短歌会に所属した。現在は同会顧問。
- 2012年 現職。「八雁」創刊、選者に就任。

## 受賞・栄典
- 2001年：「光の変容」50首で第47回角川短歌賞次席。
- 2003年：歌集『no news』で現代歌人協会賞および現代歌人集会賞受賞。
- 2016年：歌集『駅程』で寺山修司短歌賞、日本歌人クラブ賞、日本歌人クラブ近畿ブロック優良歌集賞受賞。

## 学術著作
単著
- 『議会制の歴史社会学』ミネルヴァ書房 2011[1]

共編著
- 『民主化とナショナリズムの現地点』玉田芳史・木村幹編、ミネルヴァ書房 2006

「民主的国制の歴史的規定要因：S・ロッカンの所説を基点として」島田著
- 『ポピュリズム・民主主義・政治指導：制度的変動期の比較政治学』木村幹共編、ミネルヴァ書房 2009[2]
- 『移民と政治：ナショナル・ポピュリズムの国際比較』河原祐馬・玉田芳史共編、昭和堂 2011[3]

論文
- 島田1998「民意・代表・公益：議会制を巡る諸観念の比較史的考察(1)」『法学論叢』143巻5号
- 島田1999「民意・代表・公益：議会制を巡る諸観念の比較史的考察(2)」『法学論叢』145巻2号
- 島田2000「国家形成史における『団体』の位相(1-3)」『法学論叢』147巻1-3号
- 島田2003「超然統治と利益政治：近代ドイツ国制の構造的問題をめぐる考察」『法学論叢』152巻5・6号
- 島田2004「国家発展過程のなかの『民主化』：比較政治制度発展論のための予備的考察（1・2）」『法学論叢』154巻2・3号
- 島田2006「敵対と合意の政治：近代英国における集産主義的傾向をめぐって」『法学論叢』158巻5・6号
- 島田2007「国家概念の危機と再生：戦後国家理論再考」『法学論叢』160巻5・6号

## 歌集
- 『no news』砂子屋書房 2002[4]
- 『現代短歌最前線　新響十人』石川美南・生沼義朗・黒瀬珂瀾・笹公人・野口恵子・松野志保・松村正直・松本典子共著、北溟社 2007[5]
- 『駅程』砂子屋書房 2015[6]